# Овчарова Любов Михайлівна
Любов Михайлівна Овчарова (рос. Любовь Михайловна Овчарова; нар. 23 жовтня 1995, Бєлорєченськ, Краснодарський край) — російська борчиня вільного стилю, срібна призерка чемпіонату світу, чемпіонка та бронзова призерка чемпіонатів Європи, бронзова призерка Кубку світу, володарка Кубку Європейських націй, учасниця Олімпійських ігор. Майстер спорту міжнародного класу з вільної боротьби.

## Життєпис
Боротьбою почала займатися з 2008 року. У 2014 році здобула бронзову медаль чемпіонату Європи серед юніорів. Того ж року стала чемпіонкою світу серед юніорів. Наступного року завоювала титул чемпіонки Європи серед юніорів та вдруге отримала золоту нагороду на чемпіонаті світу серед юніорів. У 2017 році стала чемпіонкою світу серед молоді.
Виступає за спортивне товариство Міністерства освіти та науки (Краснодарський край). Тренери — Смбат Макарян, Віктор Бутузов.
Чемпіонка Росії (2017, 2020). Бронзовий призер чемпіонату Росії (2016).
У збірній команді Росії з 2016 року.

## Спортивні результати на міжнародних змаганнях

### Виступи на Олімпіадах
| Змагання                    | Збірна                     | Вагова категорія          | Місце |
| --------------------------- | -------------------------- | ------------------------- | ----- |
| Літні Олімпійські ігри 2020 | Олімпійський комітет Росії | жіноча боротьба, до 62 кг | 5     |

### Виступи на Чемпіонатах світу
| Змагання                        | Збірна | Вагова категорія          | Місце  |
| ------------------------------- | ------ | ------------------------- | ------ |
| Чемпіонат світу з боротьби 2017 | Росія  | жіноча боротьба, до 60 кг | 19     |
| Чемпіонат світу з боротьби 2019 | Росія  | жіноча боротьба, до 59 кг | Срібло |

### Виступи на Чемпіонатах Європи
| Змагання                         | Збірна | Вагова категорія          | Місце  |
| -------------------------------- | ------ | ------------------------- | ------ |
| Чемпіонат Європи з боротьби 2017 | Росія  | жіноча боротьба, до 60 кг | Золото |
| Чемпіонат Європи з боротьби 2020 | Росія  | жіноча боротьба, до 59 кг | Бронза |
| Чемпіонат Європи з боротьби 2021 | Росія  | жіноча боротьба, до 65 кг | 7      |

### Виступи на Кубках світу
| Змагання                    | Збірна | Вагова категорія          | Місце  |
| --------------------------- | ------ | ------------------------- | ------ |
| Кубок світу з боротьби 2019 | Росія  | команда                   | 6      |
| Кубок світу з боротьби 2020 | Росія  | жіноча боротьба, до 62 кг | Бронза |

### Виступи на Кубках Європейських націй
| Змагання                                 | Збірна | Вагова категорія | Місце  |
| ---------------------------------------- | ------ | ---------------- | ------ |
| Кубок Європейських націй з боротьби 2016 | Росія  | команда          | Золото |

### Виступи на інших змаганнях
| Змагання                                                       | Збірна | Вагова категорія          | Місце  |
| -------------------------------------------------------------- | ------ | ------------------------- | ------ |
| Гран-прі Німеччини з боротьби 2013                             | Росія  | жіноча боротьба, до 67 кг | 16     |
| Турнір Олександра Медведя 2014                                 | Росія  | жіноча боротьба, до 63 кг | Бронза |
| Кубок Алроси 2015                                              | Росія  | жіноча боротьба, до 60 кг | Золото |
| Тестовий турнір UWW 2016                                       | Росія  | жіноча боротьба, до 58 кг | Бронза |
| Klippan Lady Open 2016                                         | Росія  | жіноча боротьба, до 58 кг | Срібло |
| Гран-прі Німеччини з боротьби 2016                             | Росія  | жіноча боротьба, до 60 кг | Бронза |
| Чемпіонат Росії з вільної боротьби 2016                        | Росія  | жіноча боротьба, до 58 кг | Бронза |
| Турнір Яшара Догу 2017                                         | Росія  | жіноча боротьба, до 60 кг | Бронза |
| Чемпіонат Росії з вільної боротьби 2017                        | Росія  | жіноча боротьба, до 60 кг | Золото |
| Гран-прі Іспанії з боротьби 2017                               | Росія  | жіноча боротьба, до 60 кг | Золото |
| Кубок Президента Бурятської Республіки з боротьби 2019         | Росія  | жіноча боротьба, до 62 кг | Срібло |
| Гран-прі Іспанії з боротьби 2019                               | Росія  | жіноча боротьба, до 59 кг | Золото |
| Відкритий чемпіонат Польщі з вільної боротьби 2019             | Росія  | жіноча боротьба, до 59 кг | Золото |
| Турнір Маттео Пелліцоне 2020                                   | Росія  | жіноча боротьба, до 62 кг | Срібло |
| Чемпіонат Росії з вільної боротьби 2020                        | Росія  | жіноча боротьба, до 62 кг | Золото |
| Олімпійський кваліфікаційний турнір з боротьби 2021 (Будапешт) | Росія  | жіноча боротьба, до 62 кг | 8      |
| Олімпійський кваліфікаційний турнір з боротьби 2021 (Софія)    | Росія  | жіноча боротьба, до 62 кг | Золото |
| Відкритий чемпіонат Польщі з вільної боротьби 2021             | Росія  | жіноча боротьба, до 62 кг | Бронза |

### Виступи на змаганнях молодших вікових груп
| Змагання                                       | Збірна | Вагова категорія          | Місце  |
| ---------------------------------------------- | ------ | ------------------------- | ------ |
| Чемпіонат Європи з боротьби серед кадетів 2012 | Росія  | жіноча боротьба, до 65 кг | 5      |
| Чемпіонат світу з боротьби серед юніорів 2013  | Росія  | жіноча боротьба, до 67 кг | 16     |
| Чемпіонат Європи з боротьби серед юніорів 2014 | Росія  | жіноча боротьба, до 63 кг | Бронза |
| Чемпіонат світу з боротьби серед юніорів 2014  | Росія  | жіноча боротьба, до 63 кг | Золото |
| Чемпіонат Європи з боротьби серед юніорів 2015 | Росія  | жіноча боротьба, до 63 кг | Золото |
| Чемпіонат світу з боротьби серед юніорів 2015  | Росія  | жіноча боротьба, до 63 кг | Золото |
| Чемпіонат Європи з боротьби серед молоді 2015  | Росія  | жіноча боротьба, до 63 кг | 10     |
| Чемпіонат Європи з боротьби серед молоді 2017  | Росія  | жіноча боротьба, до 60 кг | Золото |